# Bílá poušť
Bílá poušť je region a národní park v egyptském governorátu Al-Vádí al-Gadíd, založený v roce 2002. Nachází se v proláklině Farafra asi 45 km severně od města Kasr al Farafra. Součástí národního parku je oáza Farafra. Národní park má plochu 300 čtverečních kilometrů a jeho nadmořská výška je mezi 32 m a 353 m nad mořem.
V oblasti se nacházejí velké bílé křídové skalní útvary, vytvořené erozí větrem a pískem. Jsou zde i strmé skály (na severním konci propadliny Farafra) a písečné duny (část Velkého písečného moře). Žijí zde různá zvířata, například ohrožené gazely pískové a dále gazely dorkas, paovce, šakalové, lišky pouštní i obecné, fenkové a kočky pouštní.

## Galerie

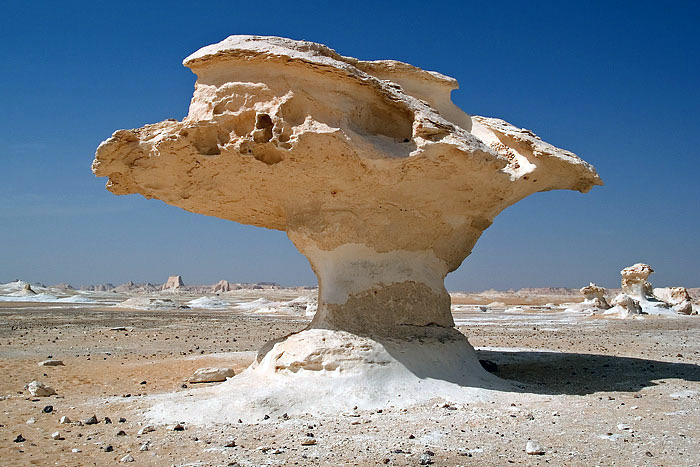
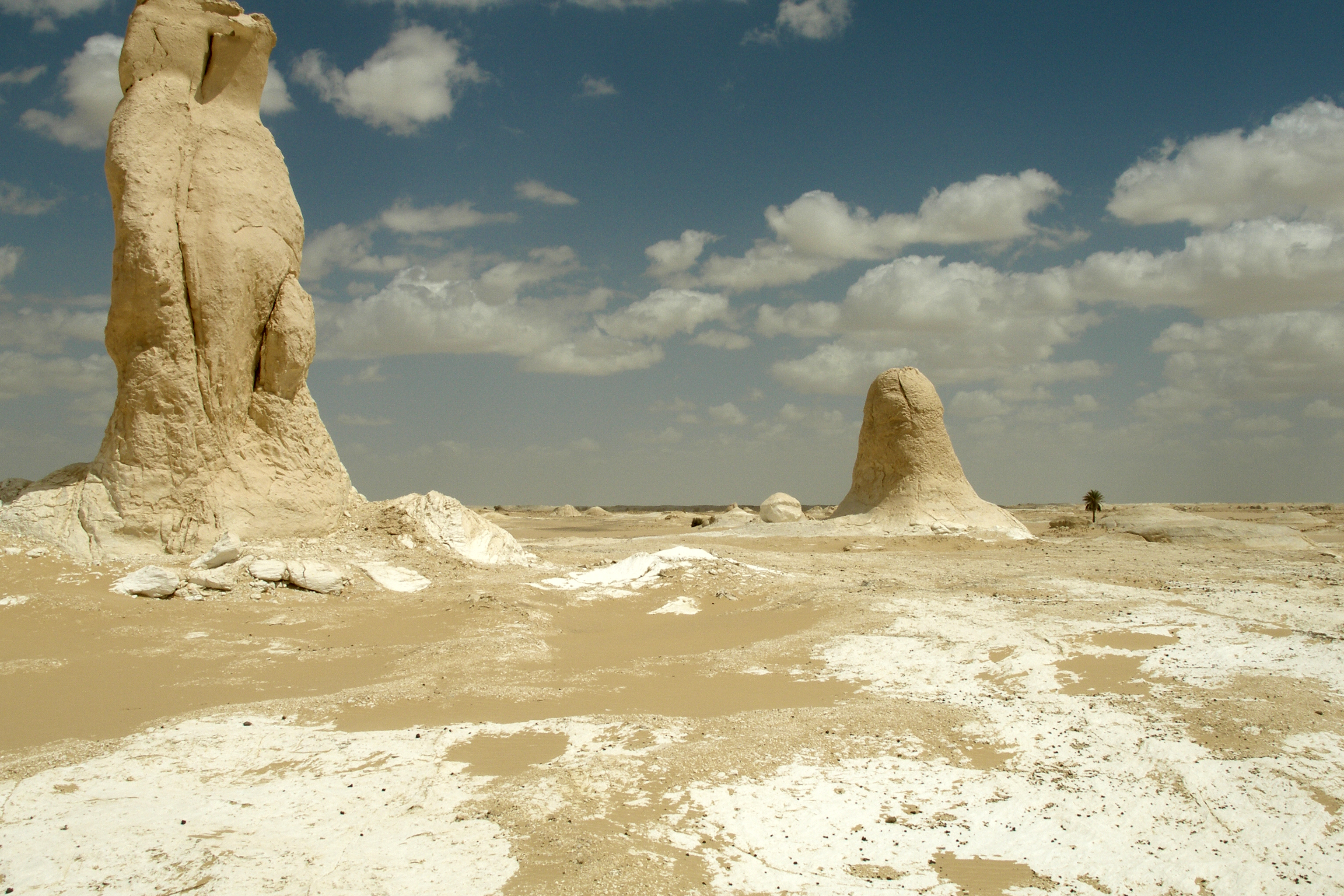
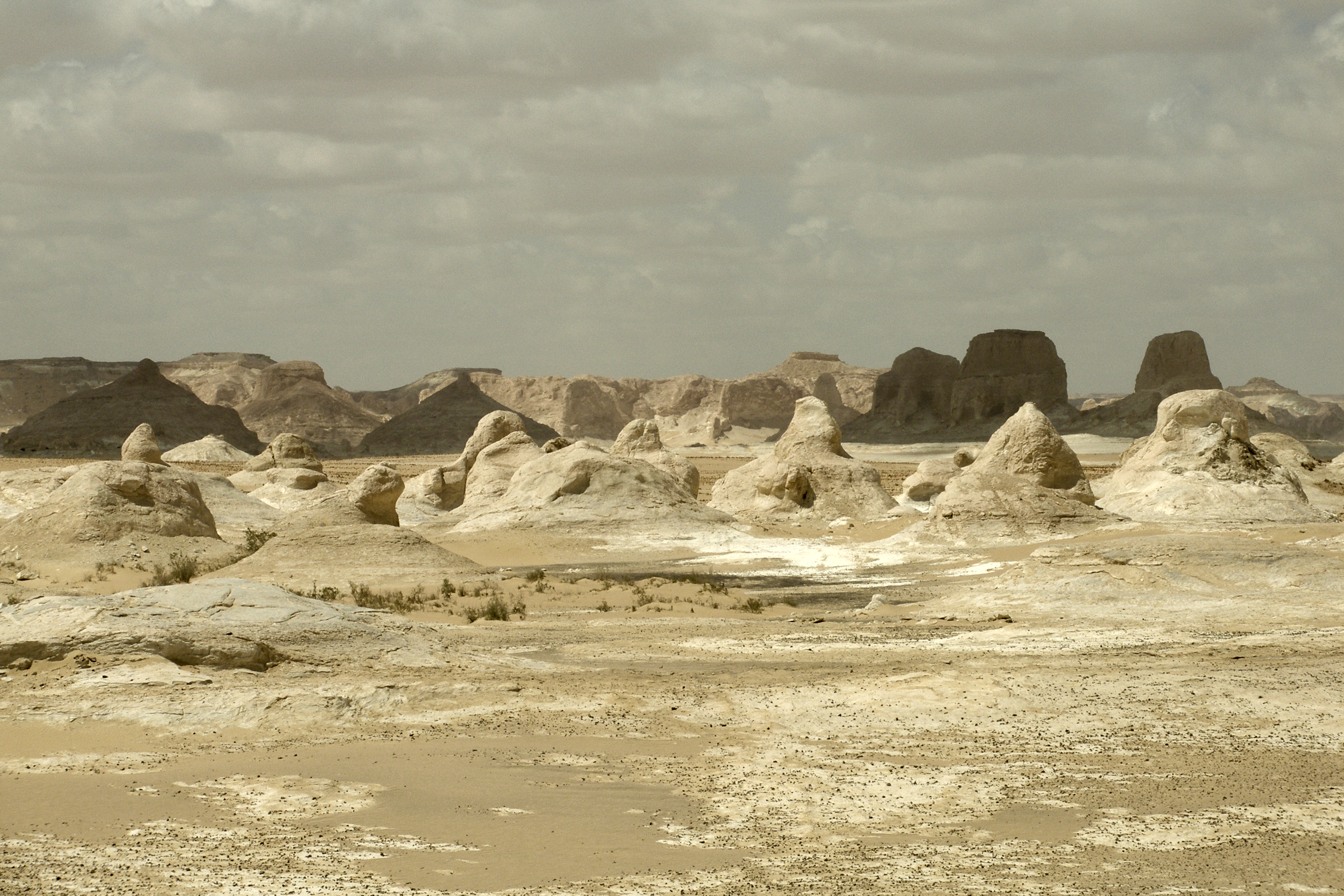
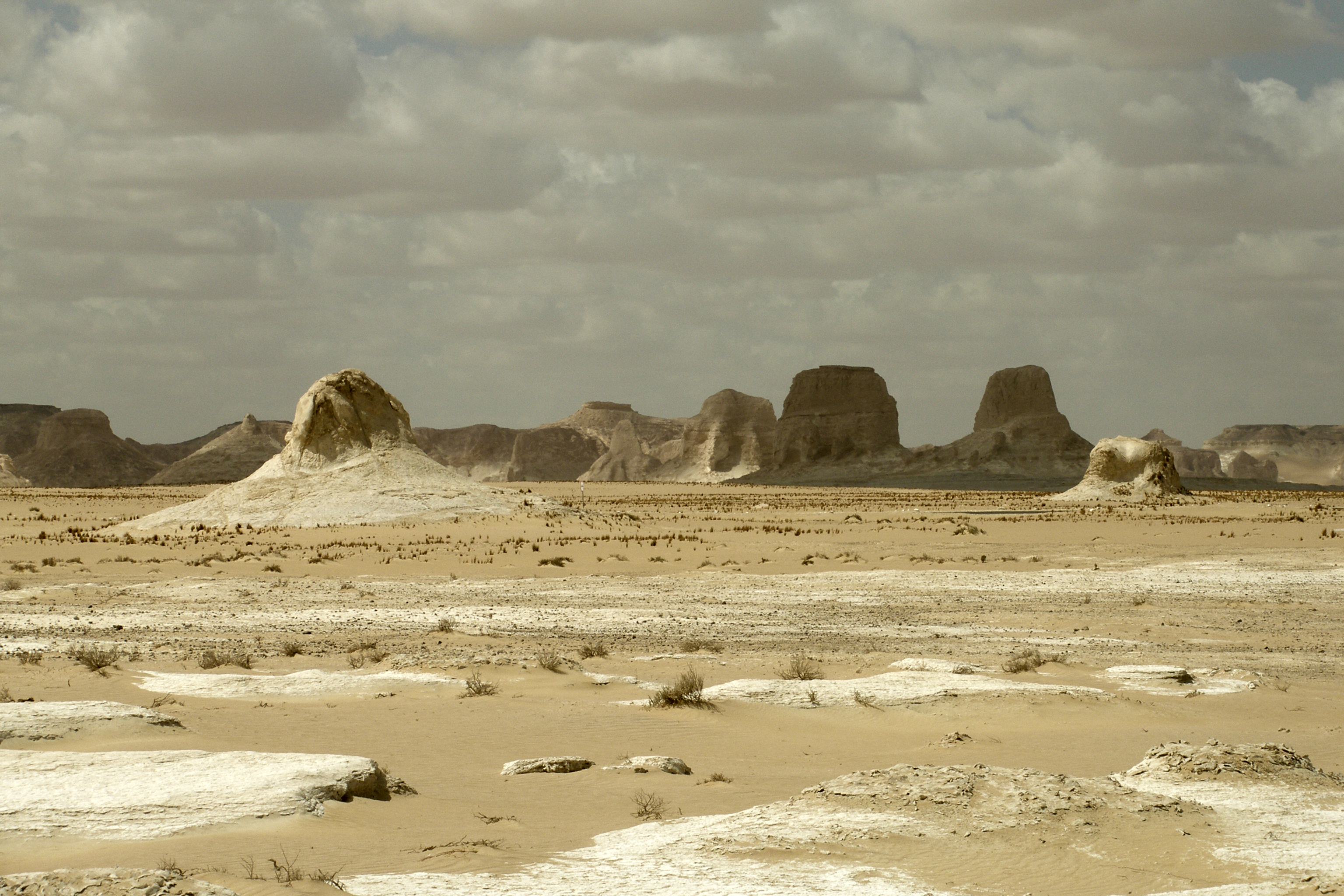
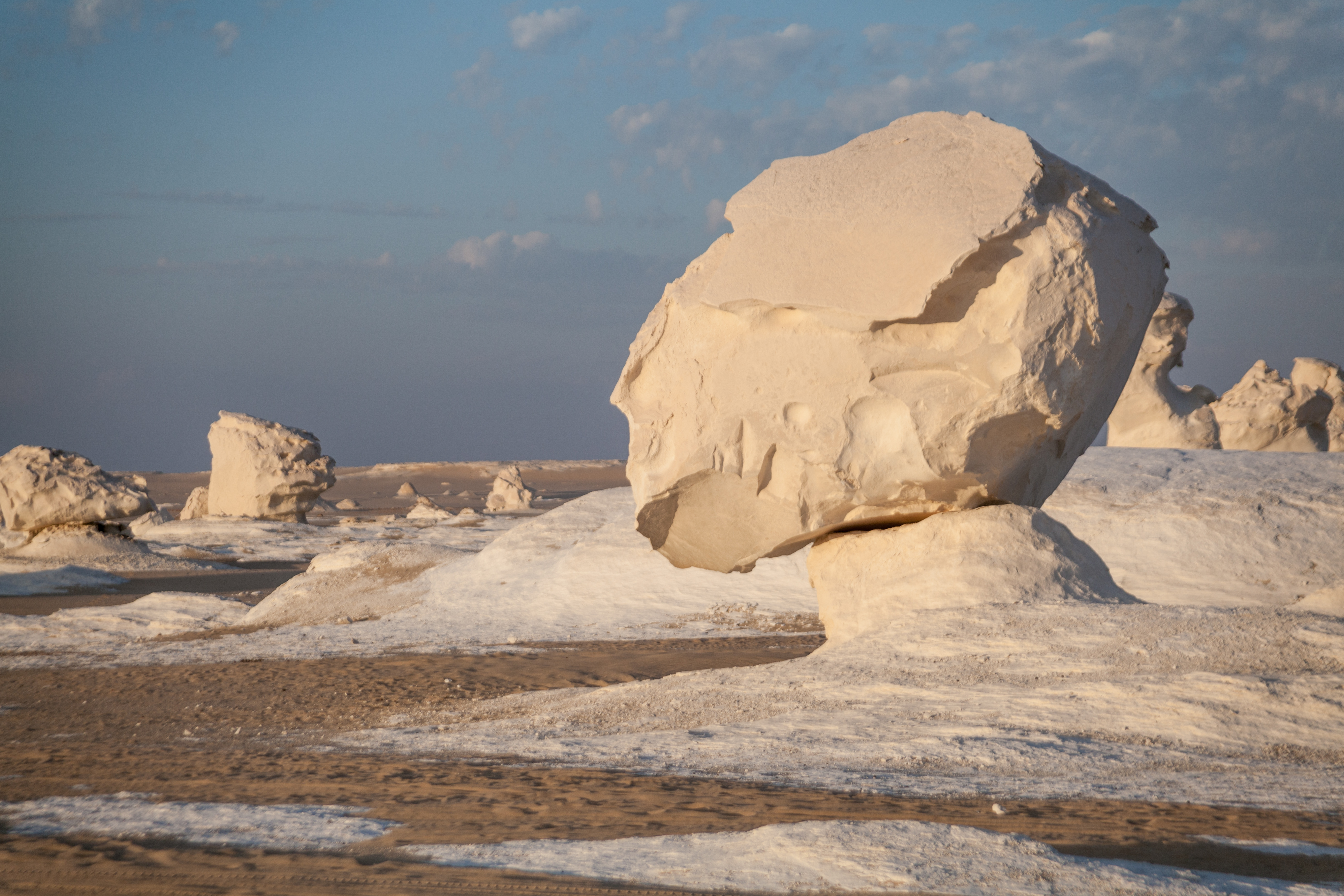